# Tully Trail
Der Tully Trail ist ein 22 mi (35,4 km) langer Rundwanderweg im Bundesstaat Massachusetts der Vereinigten Staaten. Er führt über die Gebiete der Städte Royalston, Orange und Warwick und wird von der Organisation The Trustees of Reservations betreut.

## Rundweg
Die ersten Schritte zur Installation des Wanderwegs wurden 1997 im Rahmen eines Projekts des North Quabbin Regional Landscape Partnership unternommen, doch konnte der Weg erst im Jahr 2001 vervollständigt werden. Er wurde so angelegt, dass er durch eine Vielzahl unterschiedlicher Schutzgebiete führt und so die Vielfalt der Region repräsentiert. 
Start- und Zielpunkt des Wanderwegs ist der im Eigentum des United States Army Corps of Engineers befindliche Campingplatz Tully Lake Campground, der sich am gleichnamigen See befindet und von den Trustees verwaltet wird. Im östlichen Teil führt der Weg zunächst an drei Wasserfällen vorbei, die als Naturschutzgebiete von den Trustees betreut werden. Der Lawrence Brook fließt über die Doane’s Falls in den Tully Lake, und ganz in der Nähe befinden sich – bereits als Teil des Harvard Forest – die Spirit Falls. 
Der Weg führt weiter entlang am Jacobs Hill und bietet eine gute Aussicht auf die bewaldeten Ausläufer der Berkshire Mountains sowie auf die Erhebungen des Tully Mountain und des Mount Grace. Am nordöstlichen Ende des Rundwegs befinden sich die Royalston Falls, über die der Falls Brook 45 ft (13,7 m) in die Tiefe stürzt. Im Norden ist der Tully Trail an den Metacomet-Monadnock-Wanderweg angebunden, der südlich weiter nach Connecticut bzw. nördlich weiter zum Mount Monadnock in New Hampshire führt.